# Cor Schuuring
Cornelis Schuuring, més conegut com a Cor Schuuring (Amsterdam, 30 de març de 1942) és un ciclista neerlandès, ja retirat, que fou professional entre 1965 i 1970.
Abans, com a ciclista amateur, va prendre part en els Jocs Olímpics de Tòquio de 1964, en què guanyà una medalla de bronze en la prova de persecució per equips, junt a Henk Cornelisse, Gerard Koel i Jaap Oudkerk.
En el seu palmarès també destaca la victòria a l'Olympia's Tour de 1964.

## Palmarès
- 1962
  -  Campió dels Països Baixos de ciclisme en ruta amateur
  - Vencedor d'una etapa de la Ronde van Brabant
- 1963
  - Vencedor d'una etapa de l'Olympia's Tour
- 1964
  - 1r a l'Olympia's Tour i vencedor d'una etapa
  - 1r a la Ronde van Gendringen
  -  Medalla de bronze als Jocs Olímpics de Tòquio en persecució per equips
- 1969
  - 1r a la Harelbeke-Poperinge-Harelbeke